# Римский Нос

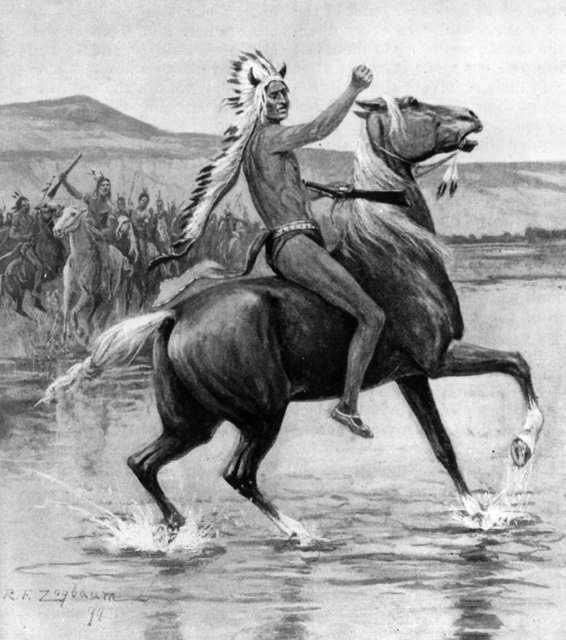
Римский Нос

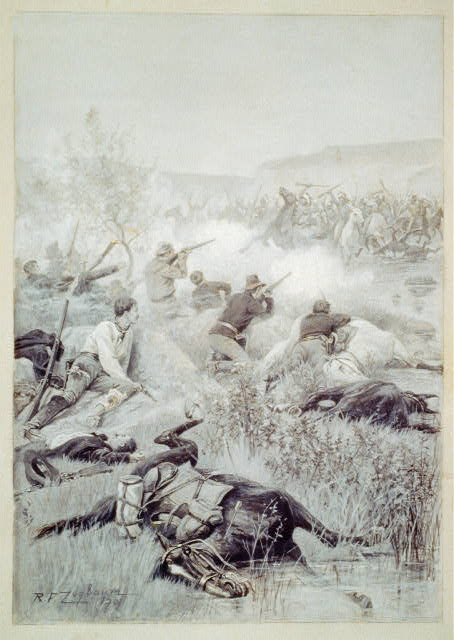
Битва на Арикари

Ри́мский Нос (шайен. Vóhko'xénéhe, англ. Roman Nose, ок. 1835 — 17 сентября 1868) — северный шайенн, один из самых знаменитых и влиятельных воинов во времена Индейских войн на Великих Равнинах. Американские военные считали его вождём южных шайеннов, что было неверно.

## Биография
Римский Нос родился около 1835 года к северу от реки Платт вблизи Блэк-Хилс. В первой половине XIX века в верхней части реки Арканзас белый торговец Уильям Бент построил пост Форт-Бент, и большая часть шайеннов переселилась на юг. Так шайенны разделились на северных и южных. Римский Нос происходил из северных шайеннов.
В детстве он получил имя Саути, или, по другим данным Саотс, что означает Летучая Мышь. Позднее, когда он стал воином, шайенны его стали звать Вокини — Орлиный Нос. Римским Носом его прозвали американцы, горбатый орлиный нос вызывал у них ассоциации с римлянами и римским профилем.
В молодости Римский Нос, чтобы обрести магическую защиту от врагов, в течение четырёх дней постился в поисках видений на озере, недалеко от реки Тонг. В дальнейшем известный шайеннский шаман Белый Бык изготовил ему особый головной убор, который представлял собой гребень из орлиных перьев, спускающихся за спиной на длинном шлейфе из кожи бизона. В центре убора был закреплён длинный бизоний рог. Многие шайенны верили, что священный убор Римского Носа отводит вражеские пули от его владельца.
Римский Нос получил известность во время столкновений с белыми людьми, последовавших после бойни на Сэнд-Крик. Нападение солдат Чивингтона разъярило индейские племена. Северные и южные шайенны, лакота и арапахо объединились в войне против американцев. Римский Нос принял активное участие в войне Красного Облака, несколько раз он возглавлял нападения на солдат. Одной из первых стычек с армией США, в которой принимал участие Римский Нос, был бой на Платт-Бридж в июле 1865 года. Он являлся одним из военных лидеров и помогал вести атаку на американцев.
Летом 1866 года, когда южные шайенны возвратились на Арканзас, Римский Нос ушёл вместе с ними. Он примкнул к Воинам-Псам, которые были основной боевой силой южных шайеннов и оказывали яростное сопротивление армии США. Римский Нос активно участвовал в набегах Воинов-Псов летом 1867 года. Когда состоялся совет на Медисин-Лодж-Крик, он отказался к нему присоединиться.
В конце августа 1868 года из форта Хейз выступил отряд майора Джорджа Форсайта в поисках враждебных индейцев. Люди Форсайта были вооружены последними моделями многозарядных карабинов и армейскими кольтами, прихватив с собой большое количество боеприпасов. Через две недели они приблизились к индейскому лагерю на берегу реки Арикари. Ранним утром 17 сентября шайеннские воины украли часть лошадей у белых, Форсайт быстро организовал погоню за конокрадами. В результате отряд скаутов был окружён большим количеством индейских воинов. Форсайт форсировал реку Арикари и укрепился на небольшом острове. Отряд майора отразил атаку индейцев благодаря многозарядным ружьям. Это сражение вошло в историю как Битва на Бичер-Айленд.
Римский Нос не принимал участие в утренней атаке. Случайно нарушив запрет, связанный с его священным головным убором, он проходил церемонию очищения. К концу дня индейцы попросили его принять участие в битве, и он не смог им отказать, несмотря на то, что обряд очищения ещё не был закончен. Во время одной из атак Римский Нос был смертельно ранен и умер поздним вечером 17 сентября 1868 года.
Потеря Римского Носа стала огромным ударом для шайеннов, все в народе любили этого мужественного воина и необычайного человека, недаром многие индейцы называли битву на реке Арикари как Сражение, в котором был убит Римский Нос.